# Qmake
qmake는 makefile 생성을 자동화하는 유틸리티이자  빌드 자동화(automation 또는 makemake)시스템이다. 생성된 Makefile은 프로그램 make가 소스 코드에서 실행 가능한 프로그램을 빌드하는 데 사용된다. 따라서 qmake는 make-makefile 도구 또는 makemake로 잘알려져있다.

## 크로스 플랫폼 지원
qmake가 생성하는 makefile은 qmake 프로젝트 파일을 기반으로 실행되는 특정 플랫폼에 맞게 조정된다. 이렇게 하면 한 세트의 빌드 지침을 사용하여 다른 운영 체제에서 빌드 지침을 만들 수 있게된다. qmake는 Linux(Android 포함), Apple macOS, Apple iOS, FreeBSD, Haiku, Symbian, Microsoft Windows 및 Microsoft Windows CE와 같은 운영 체제에 대한 코드 생성을 안정적으로 지원하는 것으로 잘알려있다.
qmake는 트롤테크Trolltech(현재 The Qt Company)에서 만들어 졌다. Qt의 메타 개체 컴파일러(moc ,meta object compiler)  및 소스코드 rcc(resource compiler) 그리고  Qt 응용 프로그램 프레임워크와 함께 통합되었으며 uic(User Interface Compiler)같은 메타 개체 시스템(QT meta-object system) 과 바이너리 리소스(binary resources,예: 그림 등)에서 안정적으로 배포 및 개발되고있다.
qmake 도구는 다양한 플랫폼에서 개발 프로젝트를 위한 빌드 프로세스를 단순화하는 데 효과적이고 강력하다. 각 Makefile을 생성하는 데 몇 줄의 정보만 필요하도록 Makefile 생성을 자동화할 수 있다. Qt로 작성되었는지 여부에 관계없이 모든 소프트웨어 프로젝트에 qmake를 사용할 수 있다.

## 사용예
| 설치환경                          | 우분투                                  |
| 기본 빌드관련                     | > apt-get install build-essential       |
| qt 빌드(qtcreator 및 qt5-default) | > apt-get install qtcreator qt5-default |

## 빌드
프로젝트 빌드 예
> qmake [프로젝트 이름].pro
> make

## 같이 보기
- cmake